# Sindrome post-colecistectomia
La sindrome post-colecistectomia (o Postcholecystectomy syndrome, PCS) è la condizione costituita dalla presenza di sintomi più o meno gravi a seguito della rimozione chirurgica della colecisti (colecistectomia).
Si parla di sindrome post-colecistectomia quando la sintomatologia non si risolve entro il normale decorso postoperatorio. Si tratta di una sindrome non infrequente che può avere carattere cronico: in un'analisi comparata di 25 studi pubblicata nel 2012, l'insorgenza della sindrome post-colecistectomia è stata rilevata nel 9,1% dei casi di colecistectomia, senza una differenza significativa d'incidenza tra uomo o donna.
I sintomi includono:
- Disturbi intestinali, nausea, vomito.
- Flatulenza, diarrea.[3]
- Dolore persistente nella parte superiore destra dell'addome.[4]

Tali sintomi si verificano in forma transitoria, persistente o cronica in una percentuale che varia dal 5 al 40% dei pazienti sottoposti a colecistectomia.
La diarrea cronica è frequente e persiste in genere per alcune settimane o mesi, in un caso su tre i sintomi si protraggono per molti mesi o a vita. Sebbene l'eziologia non sia sempre identificabile, è in genere trattata positivamente per mezzo dell'assunzione di un sequestrante degli acidi biliari come il colesevelam, o la colestiramina (Questran).
Alcuni di questi effetti collaterali, in particolare quelli che coinvolgono il fegato, possono costituire disabilità permanente.